# Burg Elsig
Die Burg Elsig ist eine abgegangene Burg in Elsig, einem Stadtteil von Euskirchen in Nordrhein-Westfalen. Sie stand vermutlich mitten im Ort, wo heute ein Gutshof noch als Burg bezeichnet wird, der aber neueren Datums ist.
Die zweiteilige Burg wird 1649 erstmals als „adlicher seeß“ im Besitz des Jülicher Kanzlers Freiherr von Goltstein genannt. Danach taucht sie 1723 im Codex Welser wieder auf. Bereits im 19. Jahrhundert ging die Burg unter.